# Geoglomeris subterranea
Geoglomeris subterranea är en mångfotingart som beskrevs av Karl Wilhelm Verhoeff 1908. Geoglomeris subterranea ingår i släktet Geoglomeris och familjen klotdubbelfotingar. Inga underarter finns listade i Catalogue of Life.